# Uli Breitbach
Uli Breitbach (* März 1977 in Aachen) ist ein deutscher Musiker. Er ist Sänger der Rockband Tusq. Bis zu deren Auflösung war er Keyboarder der Punkband Terrorgruppe. Zudem war er bis 2010 Sänger und Keyboarder der Punkband D-Sailors.

## Leben
Uli Breitbach wurde in Aachen geboren und kam Ende der 1970er Jahre mit seinen Eltern nach Jülich. Er wuchs in Bourheim auf und legte sein Abitur in Haus Overbach ab. Danach studierte er in Köln und begann nach seinem Studium als Redakteur bei Viva TV zu arbeiten. Nach der Übernahme von Viva durch MTV zog Breitbach nach Berlin und arbeitete später als freier Redakteur, Videoproduzent und Musiker.
Breitbach lernte an der Musikschule Klavier und Saxophon und spielte mit 13 Jahren in seiner ersten Band in Aldenhoven. Im Jahr 1993 war er Mitbegründer der D-Sailors, bei der er bis 2010 als Sänger wirkte. Er spielte bei der CCKG Kapelle „Les 6 Kölsch, ein Cola“ auf der Stunksitzung das Saxophon und kam im Zuge der Reunion auf Empfehlung von Zip Schlitzer als Keyboarder bzw. „Multiinstrumentalist“ Eros Razorblade zur Terrorgruppe. 2009 gründete er zudem die Indie-Rockgrupe Tusq.